# アクセル・ルディ・ペル
アクセル・ルディ・ペル （Axel Rudi Pell, 1960年6月27日 - ） は、ドイツ・ボーフム出身のヘヴィメタル・ギタリスト。また、同人のソロプロジェクト・バンド。

## 人物、来歴
1980年に結成したSTEELER （ドイツのヘビー・メタル・バンド）でプロとして音楽活動をスタートした。
STEELERはドイツ国内で人気バンドとなり、4枚のアルバムを発表した。しかし、よりポップな方向へ進もうとするバンドとの方向性の違いを感じたアクセルは脱退を決意する。バンドの中心人物を失ったSteelerはほどなくして解散した。
1989年からソロ・ギタリストとして活動を開始。ソロ転向後は、契約しているドイツのレーベル、SPV傘下のSTEAMHAMMERからほぼ一年に一枚のペースで何らかのアイテムをリリースし続けており、ソロ・ギタリストとしては異例ともいえる順調な活動をしている。
十分なギター・テクニックを兼ね備えてはいるが、テクニックよりも楽曲で勝負するタイプのギタリストである。
フェンダー･ストラトキャスターを愛用している通りリッチー・ブラックモアの大ファンである。

## ソロ・プロジェクトの活動形態
アクセル・ルディ・ペルは、ソロ名義でアルバム発表やツアーをしているものの、サード・アルバムからは“バンド”としての活動形態になっている。
アルバム発表ごとにブックレットにグループ・ショットを載せており、レコーディングもバンドのメンバーと行っている。バンドのラインナップの変動もそれほど多くはなく、2000年からは完全に固定メンバーになっている。
メンバーの中でもベーシストのフォルカー・クラウツァックはSTEELER時代からの盟友であり、アクセル・ルディ・ペルのすべてのアルバムでプレイしている。ただし、作詞を担当することがあるヴォーカリスト以外は曲作りに参加することはない。

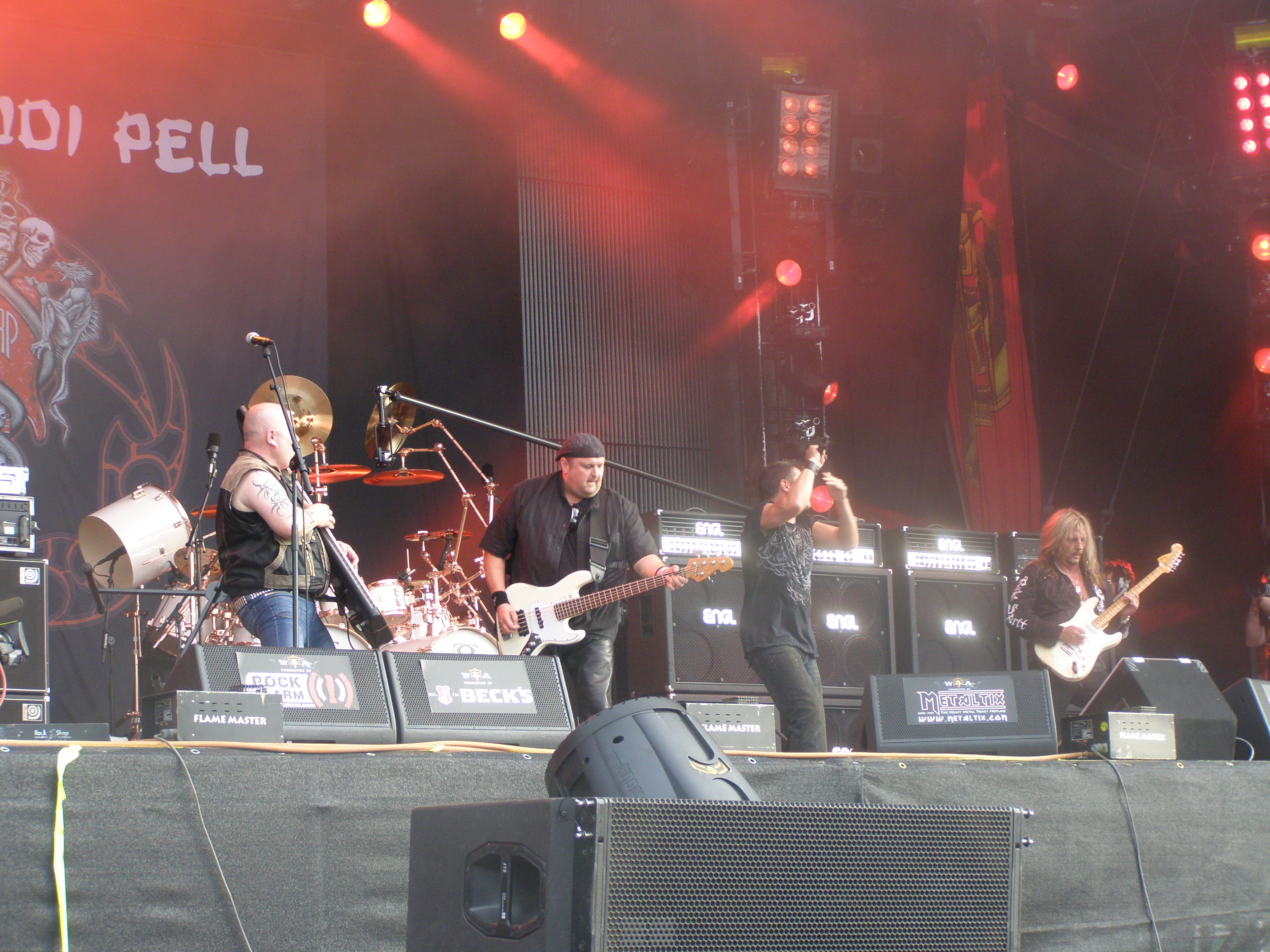
ドイツ・ヴァッケン公演 (2009年8月)

## メンバー

### 現ラインナップ
- アクセル・ルディ・ペル　Axel Rudi Pell - ギター (1989- )
- ジョニー・ジョエリ　Johnny Gioeli - ボーカル (1997- )
- フォルカー・クラウツァック　Volker Krawczak - ベース (1989- )
- フェルディ・ドルンバーグ　Ferdy Doernberg - キーボード (1997- )
- ボビー・ロンディネリ　Bobby Rondinelli - ドラムス (2013- )

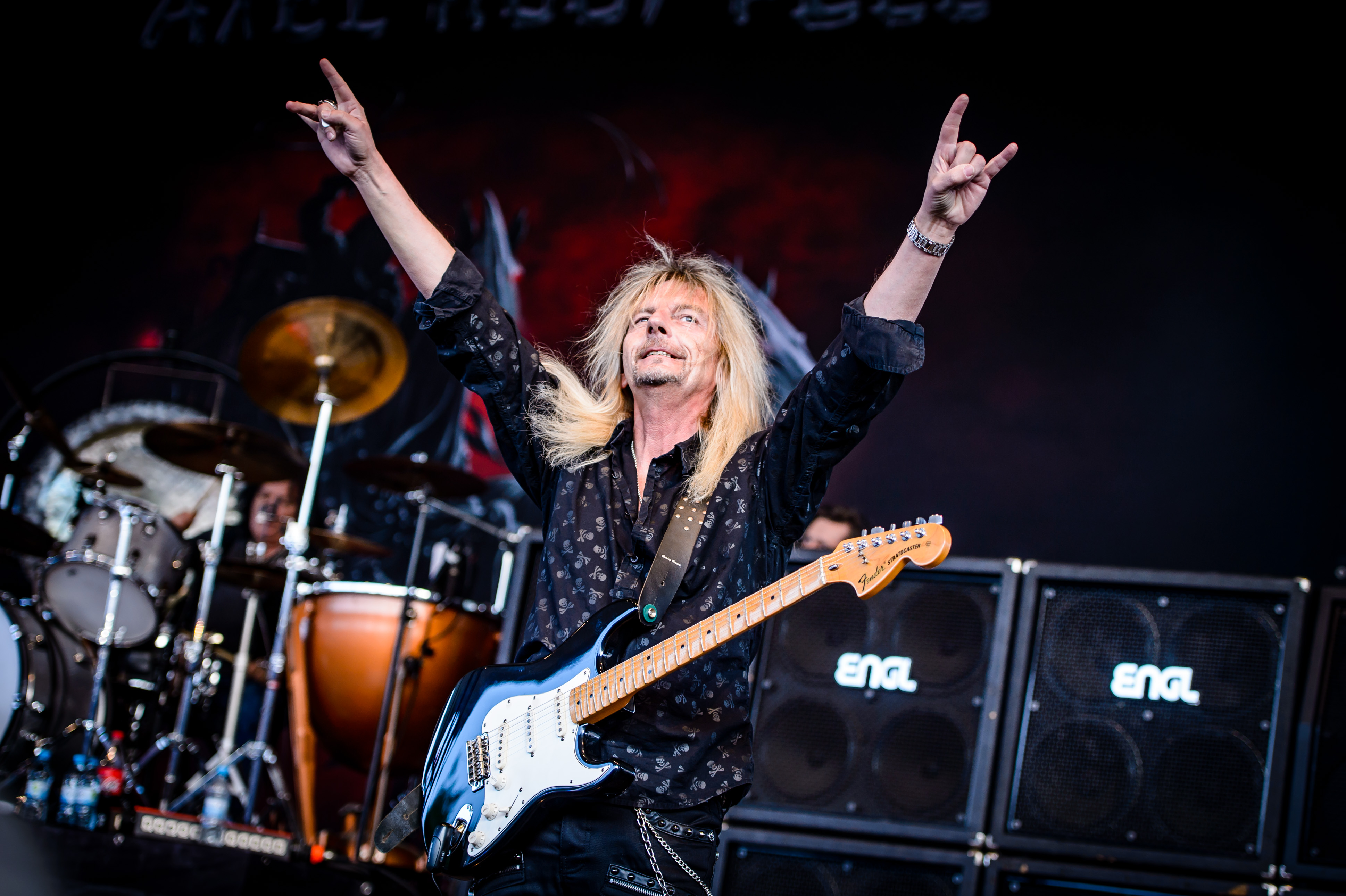
アクセル・ルディ・ペル(G) 2018年
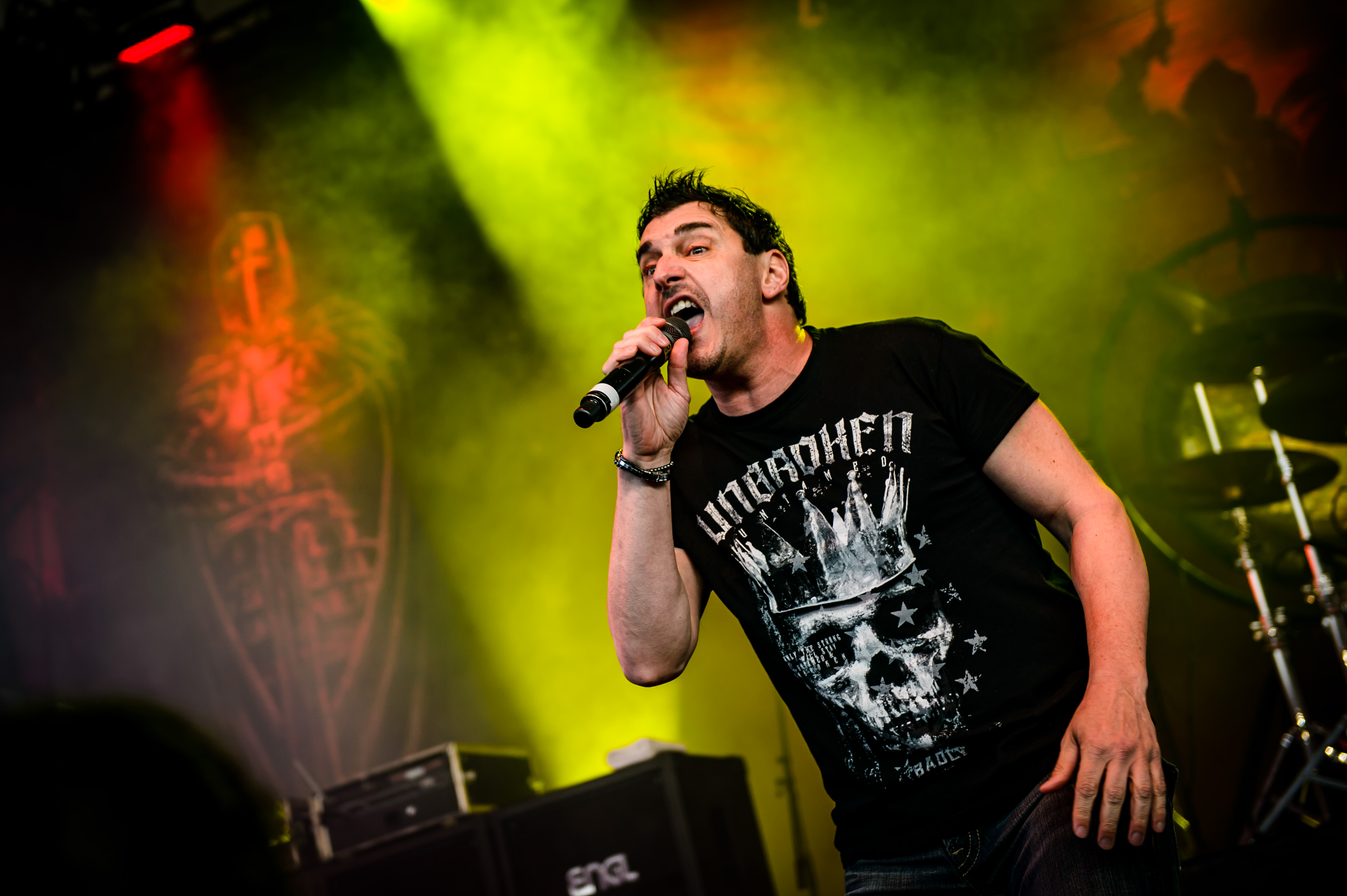
ジョニー・ジョエリ(Vo) 2018年
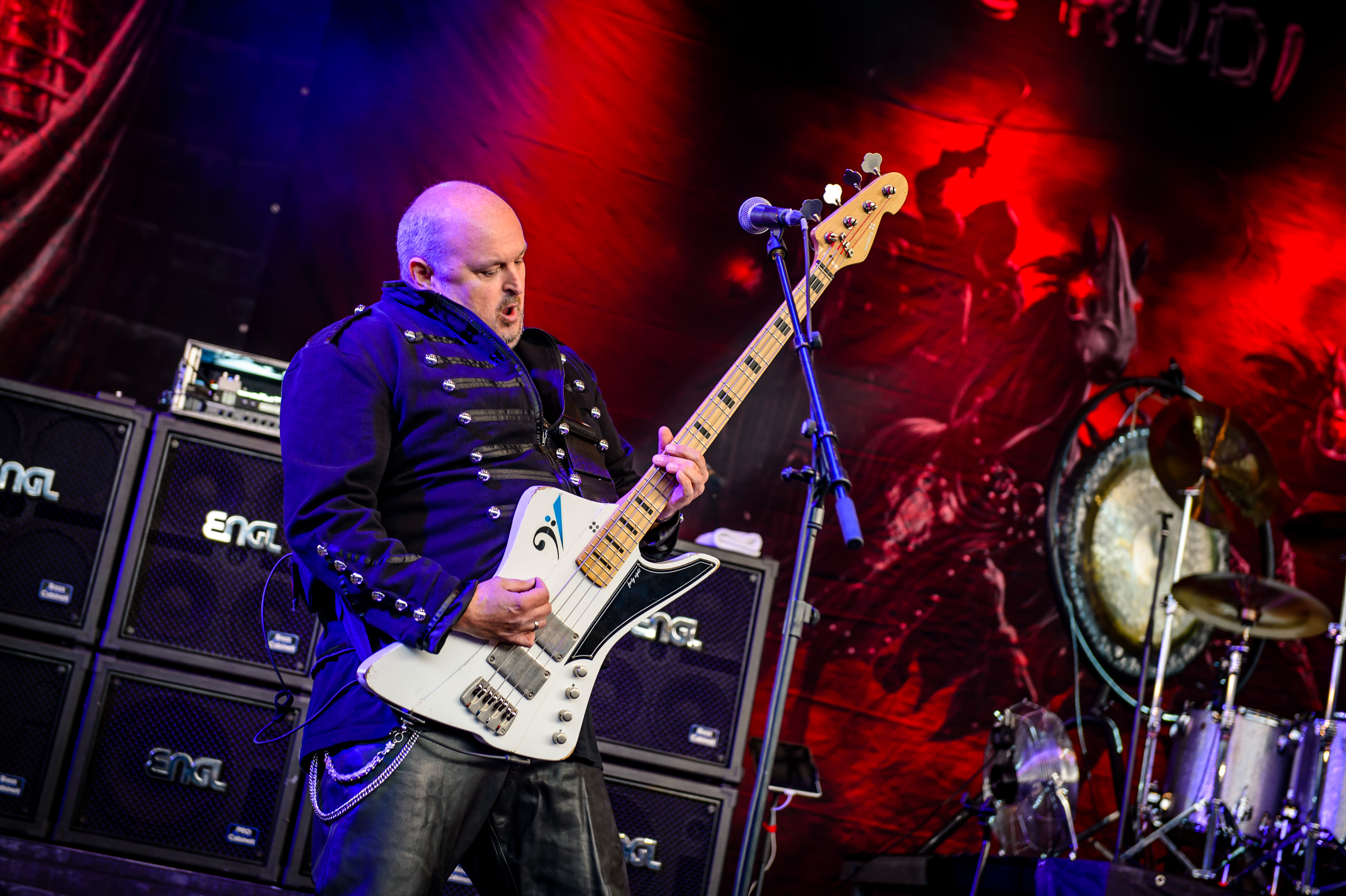
フォルカー・クラウツァック(B) 2018年
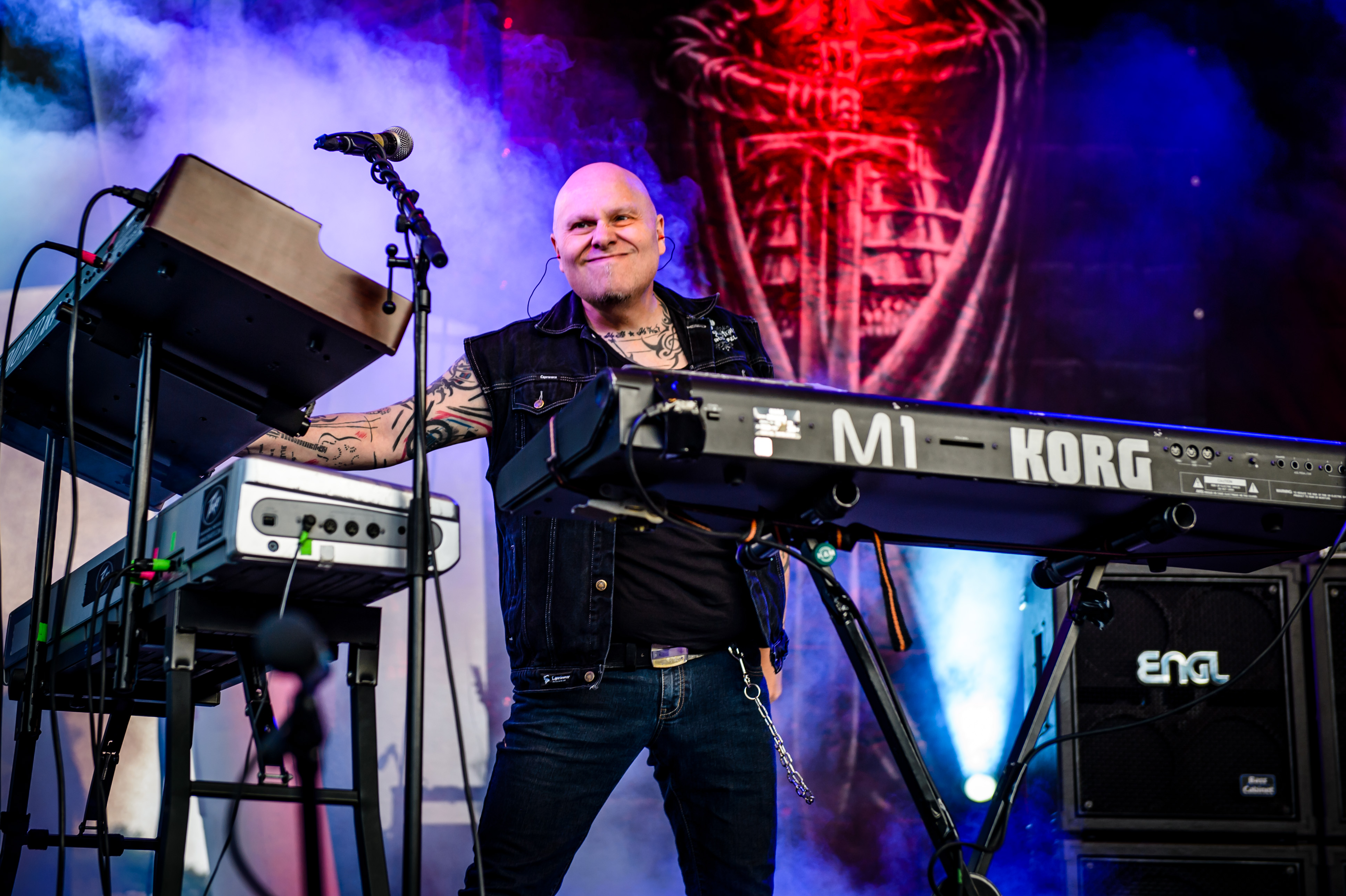
フェルディ・ドルンバーグ(Key) 2018年

### 旧メンバー
ヴォーカリスト
- チャーリー・ハーン　Charlie Huhn (1989)
- ロブ・ロック　Rob Rock (1991)
- ジェフ・スコット・ソート　Jeff Scott Soto (1992-1997)

ベーシスト
- ヨルグ・ダイジンガー　Jörg Deisinger (1989)
- トーマス・ズムズンスキー　Thomas Smuszynski (1989)

ドラマー
- ヨルグ・マイケル　Jörg Michael (1989-1999)
- マイク・テラーナ　Mike Terrana (2000-2012)

キーボーディスト
- ジョージ・ハーン　Georg Hahn (1989)
- ルトガー・コーニッヒ　Rüdiger König (1989)
- カイ・ラグレヴスキー　Kai Raglewski (1991-1993)
- ジュリー・グロー　Julie Greaux (1994-1997)
- クリスチャン・ウルフ　Christian Wolff (1997)

## ディスコグラフィ

### アクセル・ルディ・ペル
オリジナルアルバム
- 1989　WILD OBSESSION - ワイルド・オブセッション
- 1991　NASTY REPUTATION - ナスティ・レピュテ-ション
- 1992　ETERNAL PRISONER - エターナル・プリズナー
- 1994　BETWEEN THE WALLS - ビトゥウィーン・ザ・ウォールズ
- 1996　BLACK MOON PYRAMID - ブラック・ムーン・ピラミッド
- 1997　MAGIC - マジック
- 1998　OCEANS OF TIME - オーシャンズ・オブ・タイム
- 2000　THE MASQUERADE BALL - ザ・マスカレード・ボール
- 2002　SHADOW ZONE - シャドウ・ゾーン
- 2004　KINGS & QUEENS
- 2006　MYSTICA
- 2007　DIAMONDS UNLOCKED　　※カヴァー・アルバム
- 2008　TALES OF THE CROWN
- 2010　THE CREST
- 2012　Circle of the Oath
- 2014　Into the Storm
- 2016　Game of Sins
- 2018　Knights Call

ライヴアルバム
- 1995　MADE IN GERMANY - メイド・イン・ジャーマニー　　※ライヴ・アルバム
- 2002　KNIGHTS LIVE　　※2枚組ライヴ・アルバム　（映像は翌年発売のKNIGHT TREASURES-DVDに収録）
- 2013　Live On Fire
- 2015　Magic Moments: 25th Anniversary Special Show

コンピレーション
- 1993　THE BALLADS - ザ・バラッズ　　※バラード集
- 1999　THE BALLADS II　　※バラード集 第2弾
- 2001　THE WIZARDS CHOSEN FEW　　※2枚組ベスト・アルバム
- 2004　THE BALLADS III　　※バラード集 第3弾
- 2009　BEST OF ANNIVERSARY EDITION　　※デビュー25周とソロ転向20周年を記念した1998-2008年のベスト
- 2011　The Ballads IV　　※バラード集 第4弾
- 2017　The Ballads V　　※バラード集 第5弾

　※（ ）内は、アルバム発表当時の日本のレコード会社

#### DVD
- 2003　KNIGHT TREASURES (LLVE AND MORE)　　※2枚組DVD
- 2008　LIVE OVER EUROPE　　※「Rock Hard Festival 2007」 出演時の映像等を収めた2枚組DVD
- 2010　ONE NIGHT LIVE (LIVE AT ROCK OF AGES FESTIVAL 2009)
- 2013　Live On Fire

### STEELER（ドイツ）
- 1984　STEELER
- 1985　RUNNING THE EARTH
- 1986　STRIKE BACK
- 1988　UNDERCOVER ANIMAL

　※イングヴェイ・マルムスティーンが在籍していたアメリカのSteelerとは同名異バンド

### 関連作品
- 2000　HOLY DIO - TRIBUTE TO RONNIE JAMES DIO / VARIOUS ARTISTS

　※ロニー・ジェイムズ・ディオのトリビュート・アルバムに "Still I'm Sad" のカヴァーを提供

## その他の情報
- 2006年5月5日に長年のガールフレンド、クリスティーナと地元ボーフムの教会で挙式した。
- 2006年には、アルバムのトータル・セールス70万枚以上の功績に対して、ドイツの所属レーベル SPV から"Platinum Award" を受賞した。
- 2009年6月、HEAVEN & HELLのドイツ・ツアーに〝スペシャル・ゲスト〟として参加した。6月16日のボンでのライヴの模様は、HEAVEN & HELL、DOROと共に7月にドイツのテレビ局WDRの音楽番組Rockpalastで放送された。アクセルは、その映像を保存するファンのためにDVD用のアートワークを作成し、公式サイト上で無料公開した。